# G. Zámbó Gábor
G. Zámbó Gábor (1969-) magyarországi cigány festőművész.

## Élete, munkássága
Szülei nagyon korán állami gondozásba adták testvéreivel együtt, állami gondozásból nevelőszülőkhöz került Fehérgyarmatra. Vasbetonszerelő volt, de gerincsérvet kapott, és azóta nem emelhet, nem százalékolták le, alkalmi és közmunkából tartja el feleségét és két gyermekét. Nyíregyházán él, a többségében cigányok lakta Guszev telepen. 2000 körül kezdett el festeni, eleinte nem mutatta meg senkinek a képeit, végül a környezet előtt csak nem tudta eltitkolni, és zsűrizés alá kerültek munkái, amelyek közül kiemelkedett A szegénység fájdalma című alkotása. Rendszeresen fest megrendelésre, sokszor fillérekért adja el képeit, hogy a családja enni tudjon. Első önálló kiállítása 2004-ben volt a nyíregyházi Esélyek Házában. 2001-bekapcsolódott a Cigány Ház alkotótábori munkájába. Részt vesz az alkotótábori csoportos kiállításokon. A 2009-ben közreadott Cigány festészet című reprezentatív albumban megjelentették életrajzát és beválogatták négy olajfestményét.

## Képei a 2009-es Cigány festők című albumból
- Uborka (olaj, farost, 39x49 cm, 2003)
- Az élet sakktáblája (olaj, farost, 50x40 cm, 2006)
- Csendesek a hajnalok (olaj, farost, 133x88 cm, 2003)
- Célkereszt (olaj, farost, 80x60 cm, 2009)[1]

## Kiállításai (válogatás)

### Egyéni
- 2004 Esélyek Háza, Nyíregyháza
- 2010 Tükör által homályosan c. kiállítás, Freedom Közösségi Ház, Debrecen

### Csoportos
- 2012 • Beszélő paletták című Magyar Roma Képzőművészeti Kiállítás a Közigazgatási és Igazságügyi Minisztérium Társadalmi Felzárkózásért Felelős Államtitkársága folyosóján és irodáiban, Budapest.[2]